# Julia Jäger

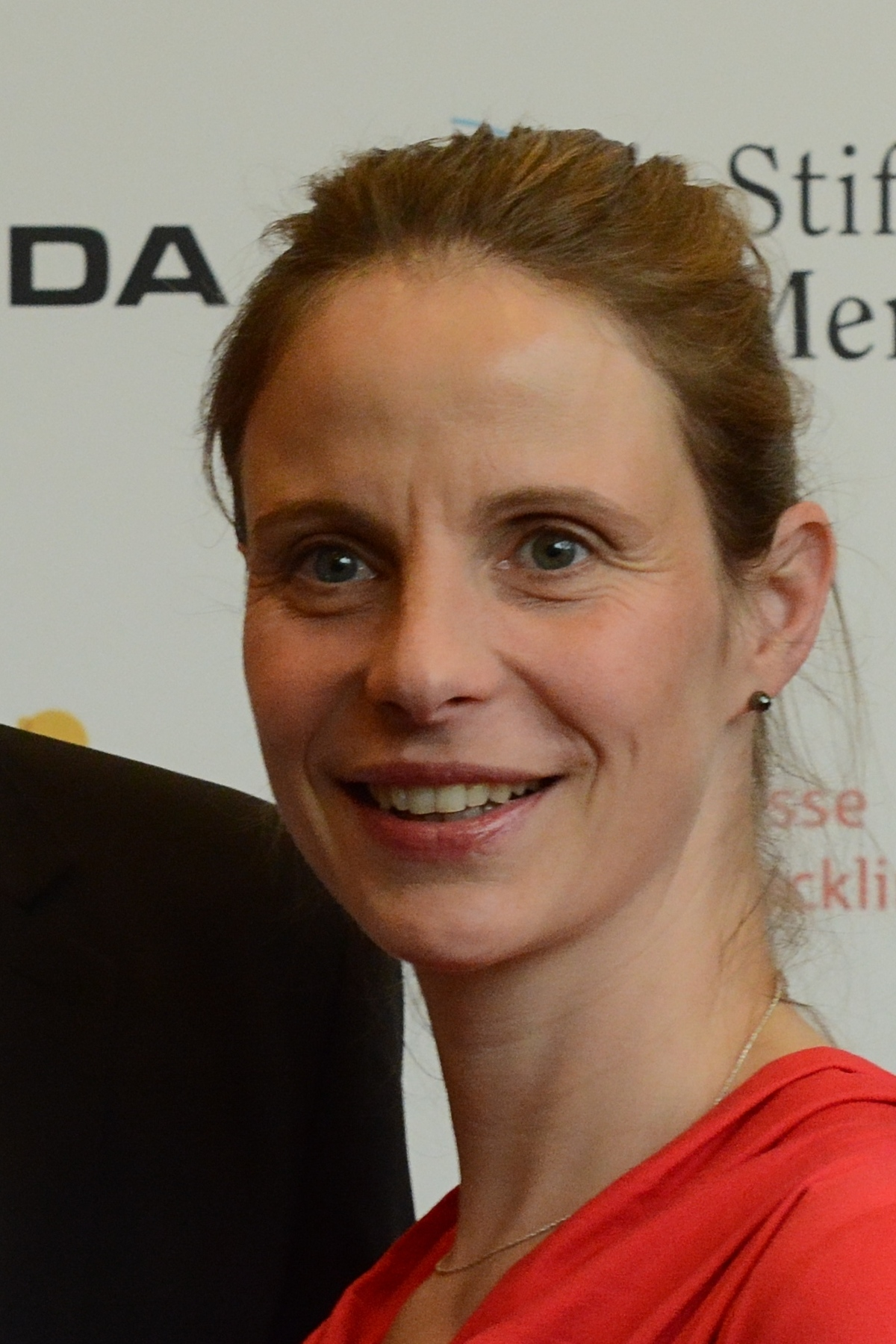
Julia Jäger bei der Verleihung des Grimme-Preises 2014

Julia Jäger (* 28. Januar 1970 in Angermünde) ist eine deutsche Schauspielerin. Die frühere Theaterdarstellerin wirkte seit Anfang der 1990er Jahre in mehr als 70 Film- und Fernsehproduktionen mit. Bekanntheit erlangte sie vor allem durch ihre zahlreichen Auftritte in Kriminalfilmserien, darunter von 2003 bis 2019 auch Donna Leon, und ihre Rolle in dem Oscar-prämierten Kurzfilm Spielzeugland (2007). Häufig verkörpert sie melancholische Frauenfiguren.

## Leben

### Kindheit und Ausbildung
Julia Jäger ist die Tochter des Theaterschauspielers Diether Jäger und kam so schon früh mit der Schauspielerei in Berührung. Bereits als Kind erhielt sie 1983 einen kleinen Part in Rolf Losanskys Kinderfilm Moritz in der Litfaßsäule. Sie wuchs in Frankfurt an der Oder auf. Ihr Vater spielte am dortigen Kleist-Theater.
Schon als Neuntklässlerin bewarb sich Jäger an der Leipziger Theaterhochschule „Hans Otto“, wurde jedoch zunächst abgelehnt. Sie besuchte die Erweiterte Oberschule „Karl Liebknecht“ in Frankfurt (Oder) und spielte dort im Schülertheater Theater in der Senke unter anderem in einer Inszenierung von Shakespeares Sommernachtstraum. 1988 wurde sie für ein Schauspielstudium an der Leipziger Theaterhochschule angenommen. Jäger, die sich in ihrer Jugend rückblickend als „unsteter, unruhiger“ beschrieb, hatte die zunächst nicht bestandene Aufnahmeprüfung ausnahmsweise wiederholen dürfen. An ihr Studium schloss sich von 1991 bis 1995 ein erstes Engagement am Leipziger Schauspielhaus an. Dort debütierte sie mit der Rolle der Hedwig in Henrik Ibsens Die Wildente. Danach sollte sie sich an keine Bühne mehr fest binden.

### Erste Filmrollen
Noch als Schauspielstudentin erhielt Julia Jäger die weibliche Hauptrolle in Maxim Dessaus Historienfilm Erster Verlust (1990), der zur Zeit des Mauerfalls 1989 in Jena abgedreht wurde. Für ihre Darstellung einer jungen verheirateten Kleinbauersfrau, die sich während des Zweiten Weltkriegs in einen ihr als Knecht zugeteilten russischen Kriegsgefangenen (dargestellt von Pawel Sanajew) verliebt, erhielt sie 1991 den Max-Ophüls-Preis als beste Nachwuchsschauspielerin. Nach dem ZDF-Fernsehfilm Hund und Katz (1991) wurde Jäger einem breiten deutschen Kinopublikum durch Detlev Bucks Karniggels (1991) bekannt. In der preisgekrönten „Land-Krimi“-Komödie war sie an der Seite von Bernd Michael Lade als Polizeikollegin Nina Steenhagen zu sehen, die sich beide auf die Jagd nach einem mysteriösen „Kuh-Schlitzer“ in der schleswig-holsteinischen Provinz begeben.
Ihren bislang größten Erfolg im Kino erlangte Jäger durch die weibliche Hauptrolle in Andreas Kleinerts Wende-Drama Neben der Zeit (1995) mit Rosel Zech und Sylvester Groth. Darin war sie als junge Bahnhofsvorsteherin aus einer ostdeutschen Kleinstadt zu sehen, die sich in einen desertierten russischen Soldaten (gespielt von Michail Poretschenkow) verliebt. Die Süddeutsche Zeitung beschrieb Jäger als „sehr kraftvoll und frisch“, die tageszeitung als „bezaubernd“. Ihre Leistung als Sophie wurde 1996 mit einer Nominierung für den Deutschen Filmpreis als beste Darstellerin belohnt. Im selben Jahr gewann Jäger den Darstellerpreis des Internationalen Filmfestivals Kairo.

### Fernseharbeit und verwehrte Hauptrolle in „Jahrestage“
Ab Mitte der 1990er Jahre wandte sich Jäger vermehrt der Arbeit im deutschen Fernsehen zu. Nach mehreren Auftritten in der Krimiserie Polizeiruf 110 drehte sie für die Sat.1-Produktion Natascha – Wettlauf mit dem Tod (1996) unter der Regie von Bernd Böhlich. Sie spielte gemeinsam mit Florian Martens das Elternpaar Bär, das ihrer Tochter Natascha die Chemotherapie verweigert. Im darauffolgenden Jahr übernahm sie in einer weiteren Produktion von Sat.1 mit dem Titel Terror im Namen der Liebe erneut eine weibliche Hauptrolle. Sie spielte die junge Kerstin, die zum Stalking-Opfer ihres eigenen Verlobten Gregor (Johannes Brandrup) wird, nur weil dieser eifersüchtig auf den gemeinsamen Trauzeugen Martin (Anian Zollner) war. Im selben Jahr war sie als mordverdächtige Krankenschwester in dem ARD-Film Sanfte Morde zu sehen und beeindruckte Kritiker in Woanders scheint nachts die Sonne mit ihrer Darstellung einer alleinerziehenden Mutter und Schiffsbauingenieurin, die mit der Diagnose AIDS konfrontiert wird. Die Frankfurter Allgemeine Zeitung lobte die „konzentrierte Darstellerin“, während die taz den Part als „unprätentiös eindringlich“ gemeistert ansah.
Zu einer beruflichen und persönlichen Enttäuschung gestaltete sich dagegen 1998 das Fernsehprojekt Jahrestage, nach dem gleichnamigen Romanzyklus von Uwe Johnson. Ursprünglich hatte der 15 Millionen Mark teure Vierteiler für die ARD von Frank Beyer inszeniert werden sollen. Der Regisseur hatte persönlich Julia Jäger für die Hauptrolle der Gesine Cresspahl ausgewählt, nachdem er mit ihr schon an dem Fernsehfilm Nikolaikirche (1995) zusammengearbeitet hatte. Beyer zufolge habe die Produktionsfirma Eikon wenige Wochen vor Drehbeginn jedoch darauf bestanden, Jäger auszuwechseln sowie sich von seiner langjährigen Regieassistentin zu trennen, was dieser verweigert habe. Daraufhin sei er laut eigenen Angaben aus dem Projekt hinausgedrängt worden, während der WDR von einem freiwilligen Ausscheiden sprach. Trotz einer von Volker Schlöndorff initiierten Solidaritätserklärung für Beyer, die 26 namhafte Künstler unterstützt haben, wurde Jahrestage von Margarethe von Trotta mit Suzanne von Borsody in der Hauptrolle verfilmt, die dafür die Goldene Kamera erhielt. Jäger kam noch Jahre später nicht über das gescheiterte Fernsehprojekt hinweg. „Ich fand das menschlich so enttäuschend“, so die Schauspielerin 2004 in einem Porträt der Berliner Zeitung.

### Wiederkehrende Rolle als Paola Brunetti und Oscar-Erfolg mitSpielzeugland
Nach dem Misserfolg war Jäger weiterhin überwiegend für das deutsche Fernsehen tätig. Erneut mit Andreas Kleinert arbeitete sie 1999 an dem Mehrteiler Klemperer – Ein Leben in Deutschland zusammen, der Verfilmung der Tagebücher Victor Klemperers. Im Jahr 2000 folgte die weibliche Hauptrolle in Torsten C. Fischers Drama Der gerechte Richter neben Frank Giering, das auf der gleichnamigen Erzählung von Anna Seghers basierte. Eine weitere Zusammenarbeit mit Fischer folgte an dem Psychothriller Der Anwalt und sein Gast mit Heino Ferch und Götz George in den Titelrollen. Für ihre Nebenrolle der zur Schadenfreude neigenden Staatsanwältin Wachleitner wurde Jäger 2003 für den Deutschen Fernsehpreis nominiert. In einem Interview mit der FAZ im Jahr 2003 bedauerte Jäger dennoch, dass sie noch nie zu einer kontinuierlichen Arbeitsbeziehung mit einem Regisseur gefunden habe.
Im selben Jahr rief sie sich einem breiten deutschen Fernsehpublikum durch die Krimiserie Donna Leon in Erinnerung, die auf den erfolgreichen, in Venedig spielenden Commissario-Brunetti-Romanen der gleichnamigen Autorin basieren. Dabei ersetzte sie mit Uwe Kockisch als Ehepaar Brunetti die in den ersten vier Folgen aufspielenden Joachim Król und Barbara Auer. Hans-Dieter Seidel in der FAZ bemerkte, dass Kockisch und Jäger im Gegensatz zur vorangegangenen Besetzung „konturengenau“ den Figuren entsprächen, wie sie die „Leselaune“ herbeiphantasiert hätte. „Schon die zwar modische, aber auch strenge Brille, die Paola Brunetti neuerdings trägt und die raffiniert eingeschlagenen Haare zieren und charakterisieren zugleich die Literaturdozentin, ergänzt von einer auffallend selbstbewußten Haltung feinster Noblesse“, so Seidel. Ebenfalls gute Kritiken erhielt Jäger im selben Jahr für die Hauptrolle der Katja in Friedemann Fromms WDR-Thriller Zeit der Rache. In diesem war sie als Medizinjournalistin zu sehen, die nach dem Tod ihres Vaters herausfindet, dass dieser als „Staatsfeind“ in der DDR radioaktiven Strahlen ausgesetzt wurde. Die FAZ lobte Jäger für ihre intensiv ausgespielte Figur, das vom Hamburger Abendblatt wiederum als kühl und zurückgenommen interpretiert wurde. Die Berliner Zeitung sah eine glaubwürdige Wandlung der weiblichen Hauptfigur. Laut General-Anzeiger trage die „Schauspielerin für die leisen Töne“ den Film. Jäger selbst äußerte, sie habe mit der Katja noch nie eine Figur über einen so langen Zeitraum erfasst und gespielt. Sowohl für Donna Leon und Zeit der Rache als auch ihre Auftritte in den Krimiserien Bella Block, Polizeiruf 110 sowie in dem Wirtschaftskrimi Das Konto (als Ehefrau von Heino Ferch) wurde sie 2004 für den Grimme-Preis nominiert.
Bis 2012 erschien Jäger in 14 weiteren Folgen als Paola Brunetti. Neben weiteren Auftritten in Fernsehfilmen und Krimiserien, darunter die wiederkehrende Rolle der Ärztin Leilah Berg in Der letzte Zeuge (2002–2003), übernahm die Schauspielerin auch Gastrollen in Serien wie Allein gegen die Zeit, Der Bergdoktor, In aller Freundschaft oder Löwenzahn sowie den Kinofilmen Die Einsamkeit der Krokodile (2000), Berlin is in Germany (2001) und Schöne Frauen (2004). Einem weltweiten Kinopublikum wurde Jäger durch ihren Part als aufopferungsvolle Mutter in Jochen Alexander Freydanks Kurzfilm Spielzeugland (2007) bekannt, die ein jüdisches Nachbarskind zufällig vor der Deportation in den Osten bewahrt. Der Film, für den die Schauspielerin auf ihre Gage verzichtet hatte, wurde 2009 mit dem Oscar preisgekrönt. Mit Freydank arbeitete Jäger 2011 noch einmal an der Tatort-Folge Heimatfront zusammen.
Zudem wirkte sie 2011 in der Inga-Lindström-Verfilmung Die Hochzeit meines Mannes (Staffel 9, Folge 1) als Lena Holm mit.
2008 war Jäger an der Komödie am Kurfürstendamm in Agnès Jaouis und Jean-Pierre Bacris Konversationskomödie Und abends Gäste unter der Regie von Andreas Schmidt neben Steffen Münster, Götz Otto, Tim Wilde und Bettina Lamprecht zu sehen.

## Privates
Julia Jäger ist mit Thomas Förster verheiratet und lebt in Berlin. Das Paar hat einen Sohn (* 2001) und Zwillingstöchter (* 2004).
In einem Porträt der Berliner Zeitung im Jahr 2004 beschrieb sich Jäger als öffentlichkeitsscheu und von Selbstzweifeln geplagt. „Ich wünsche mir, manche Dinge leichter nehmen zu können“, so Jäger, die bereits nach dem gewonnenen Max-Ophüls-Preis Einladungen zu Fernsehinterviews aus Angst ausgeschlagen hatte. „In Talkshows kann ich mich nicht mit gelernten Texten hinter meiner Figur verstecken. Denn nur da kann ich überwältigende Energie freisetzen.“ Ursprünglich auf schwer beladene Figuren abonniert, versuchte sie sich in ihrer Karriere auch an leichten Stoffen, um wegzukommen „von diesem ewig stillen Gesicht, wortlos und die Kamera hält und hält und hält“, so Jäger. „Es ist nun mal so, dass mir alle möglichen Probleme Sorgen bereiten. Daher kann ich so etwas auch spielen.“
2009 wurde sie neben ihrem Schauspielkollegen Matthias Brandt Patin in dem Verein „Berliner Herz“, einem ambulanten Kinderhospizdienst, der ehrenamtlich in Familien und Kliniken schwer- und todkranke Kinder begleitet.

## Filmografie

### Kino
- 1983: Moritz in der Litfaßsäule
- 1990: Erster Verlust
- 1991: Karniggels
- 1991: Hund und Katz – Regie: Michael Sturminger
- 1995: Rohe Ostern – Keine Panik, nix passiert
- 1995: Neben der Zeit – Regie: Andreas Kleinert
- 1997: Ein tödliches Verhältnis – Regie: Michael Bartlett
- 2000: Die Einsamkeit der Krokodile
- 2001: Berlin is in Germany
- 2004: Close – Regie: Marcus Lenz
- 2004: Schöne Frauen
- 2007: Spielzeugland

### Fernsehen (Auswahl)
- 1994: Polizeiruf 110 – Keine Liebe, kein Leben
- 1995: Polizeiruf 110 – Grawes letzter Fall
- 1995: Nikolaikirche
- 1996: Polizeiruf 110 – Gefährliche Küsse
- 1996: Sperling (Fernsehreihe, eine Folge)
- 1996: Terror im Namen der Liebe – Regie: Bodo Fürneisen
- 1996: Hilfe, meine Frau heiratet – Regie: Ulrich Stark
- 1997: Ärzte – Vollnarkose
- 1997: Die Liebesdienerin – Regie: Maris Pfeiffer
- 1997: Woanders scheint nachts die Sonne – Regie: Rolf Schübel
- 1998: Das elfte Gebot – Regie: Rainer Bär
- 1998: Todfeinde – Die falsche Entscheidung – Regie: Oliver Hirschbiegel
- 1998: Tatort: Money! Money!
- 1998: Polizeiruf 110 – Live in den Tod
- 1999: Klemperer – Ein Leben in Deutschland
- 1999: Urlaub im Orient – und niemand hört Dein Schreien – Regie: Michael Wenning
- 1999: Antrag vom Ex – Regie: Sven Unterwaldt jr.
- 1999: Das Schloss meines Vaters – Regie: Karola Hattop
- 2000: Wenn man sich traut – Regie: Christoph Waltz
- 2000: Der gerechte Richter – Regie: Torsten C. Fischer
- 2000: Der Alte – Der Tod kam wie ein Fluch
- 2000: Adelheid und ihre Mörder – Der Ruf des Blutes
- 2002: Zeit der Rache – Regie: Friedemann Fromm
- 2002: Das Konto – Regie: Markus Imboden
- 2002: Mord im Haus des Herrn – Regie: Christian Görlitz
- 2002: Der Anwalt und sein Gast – Regie: Torsten C. Fischer
- 2002–2003: Der letzte Zeuge (Folgen 4/6 bis 5/8) – Regie: Bernhard Stephan
- 2003: Tatort – Stiller Tod
- 2003: Polizeiruf 110 – Die Schlacht – Regie: Thomas Bohn
- 2003–2019: Donna Leon, als Paola Brunetti, Regie: Sigi Rothemund:
  - 2003: Venezianisches Finale
  - 2003: Feine Freunde
  - 2003: Acqua Alta
  - 2004: Sanft entschlafen
  - 2005: Beweise, dass es böse ist
  - 2005: Verschwiegene Kanäle
  - 2006: Endstation Venedig
  - 2006: Das Gesetz der Lagune
  - 2008: Die dunkle Stunde der Serenissima
  - 2008: Blutige Steine
  - 2009: Wie durch ein dunkles Glas
  - 2010: Lasset die Kinder zu mir kommen
  - 2011: Das Mädchen seiner Träume
  - 2012: Schöner Schein
  - 2014: Reiches Erbe
  - 2015: Tierische Profite
  - 2016: Das goldene Ei
  - 2017: Tod zwischen den Zeilen
  - 2018: Endlich mein
  - 2019: Ewige Jugend
  - 2019: Stille Wasser
- 2004: Bella Block – Das Gegenteil von Liebe – Regie: Dagmar Hirtz
- 2004: Der Alte – Folge 301: Die Maske
- 2004: Der Pfundskerl – Schlaflose Nächte – Regie: Otto Retzer
- 2004: Für immer im Herzen – Regie: Miguel Alexandre
- 2004: Der Alte – Ein mörderisches Geheimnis
- 2005: Tatort – Freischwimmer
- 2005: Heiraten macht mich nervös
- 2005: SOKO Leipzig – Topstar gesucht
- 2005: Ein starkes Team – Ihr letzter Kunde
- 2007: Die Frau vom Checkpoint Charlie
- 2007: Der Alte – Folge 315: Mord ist keine Lösung
- 2007: Der Alte – Folge 319: Sein letzter Wille
- 2007: Mein Mörder kommt zurück
- 2007: Notruf Hafenkante – Karlotta
- 2007: Schimanski – Tod in der Siedlung
- 2008: Zwei Herzen und ein Edelweiß
- 2008: Der Alte – Folge 331: Sanft entschlafen
- 2008: Tatort – Der frühe Abschied
- 2009: Polizeiruf 110 – Alles Lüge
- 2009: Schaumküsse
- 2009: Der Bergdoktor
- 2011: Linda geht tanzen
- 2011: In aller Freundschaft – Verlorene Zeit
- 2011: Tatort – Heimatfront
- 2011: Inga Lindström – Die Hochzeit meines Mannes
- 2011: Allein gegen die Zeit (Fernsehserie, sechs Folgen)
- 2011: Dann kam Lucy
- 2011: Flemming – Rasende Wut
- 2012: Die sechs Schwäne
- 2013: Die letzte Fahrt
- 2013: Zeit der Helden (Fernsehserie, neun Folgen)
- 2014: Danni Lowinski – Im Namen des Herren
- 2014: Ein Fall von Liebe – Annas Baby
- 2015: Unter Gaunern (Fernsehserie)
- 2015: Der Bergdoktor – Abschiede
- 2016: Tatort – Narben
- 2016: Matthiesens Töchter
- 2016: Das weiße Kaninchen
- 2016: Tatort – Wofür es sich zu leben lohnt
- 2016–2022: Tiere bis unters Dach (Fernsehserie)
- 2017: SOKO München – Kaninchenmord
- 2017: In aller Freundschaft – Die jungen Ärzte (Fernsehserie, Folge: Liebeslügen)
- 2018: Der Alte (Fernsehserie, Folge In voller Absicht)
- 2018: Frühling – Wenn Kraniche fliegen
- 2018: Getrieben
- 2019–2021: In aller Freundschaft (Fernsehserie)
- 2019: Heldt (Fernsehserie, Folge: Nur das Beste)
- 2015, 2019: SOKO Köln (Fernsehserie, Folgen: Vorurteile, Todesstoß)
- 2020: Die verlorene Tochter (Fernsehserie)
- 2021: Daheim in den Bergen – Brüder (Fernsehreihe)
- 2021: Der Alte – Nicht schuldig (Fernsehserie)
- 2022: Der Bozen-Krimi: Verspieltes Glück (Fernsehreihe)
- 2022: SOKO Wismar (Fernsehserie, Folge: Sag die Wahrheit)
- 2022: Friesland (Fernsehserie, Folge: Fundsachen)
- 2023: WaPo Elbe (Fernsehserie, Folge: Geheimnisvolle Insel)
- 2023: Morden im Norden (Fernsehserie, Folge: Das perfekte Opfer)
- 2023: Die Drei von der Müllabfuhr: Altlasten (Fernsehreihe)
- 2024: Blutige Anfänger (Fernsehserie, Folgen: Blutlinie, Wut, Babyalarm, Angst)
- 2024: Bettys Diagnose (Fernsehserie, Folge: Herzenssache)

## Hörspiele
- 1993: Andreas Berger: Bankraub. Regie: Joachim Staritz, Komposition: David Funck (Kriminalhörspiel – MDR)
- 2004: Alona Kimhi: Die weinende Susannah. Regie: Oliver Sturm, Komposition: Henrik Albrecht (SWR)
- 2004: Christoph D. Brumme: Süchtig nach Lügen. Regie: Leonhard Koppelmann, Komposition: Helena Rüegg (MDR)
- 2005: Maraike Wittbrodt: Drei Kurven bis zur Schule. Regie: Karlheinz Liefers. Komposition: Lutz Glandien (Kinderhörspiel – DKultur)
- 2011: Peter Freiberg: As tears go by. Regie: Claudia Johanna Leist, Komposition: Rainer Quade (ARD Radio Tatort – WDR)
- 2013: Eduard von Keyserling: Wellen. Bearbeitung: Peter Steinbach, Regie: Claudia Johanna Leist, Komposition: Henrik Albrecht (WDR)
- 2014: Rayhana: In meinem Alter rauche ich immer noch heimlich. Übersetzung aus dem Französischen: Gabriela Schel, Regie: Alice Elstner (NDR)
- 2025: Sathyan Ramesh: Lélé. Regie: Leonhard Koppelman (HR)

## Theater
- 2019: Kabakon oder Die Retter der Kokosnuss, Theaterspektakel nach dem Roman „Imperium“ von Christian Kracht (zusammen mit Wolfgang Krause Zwieback, Christian Schmidt, Thomas Rühmann, Tobias Morgenstern)[22]

## Auszeichnungen
- 1991: Max-Ophüls-Preis für Erster Verlust (Kategorie: Beste Nachwuchsdarstellerin)
- 1996: Nominierung für den Deutschen Filmpreis für Neben der Zeit (Beste Darstellerin)
- 1996: Darstellerpreis des Internationalen Filmfestivals Kairo für Neben der Zeit
- 2003: Nominierung für den Deutschen Fernsehpreis für Der Anwalt und sein Gast (Beste Nebendarstellerin)
- 2004: Nominierung für den Adolf-Grimme-Preis für Das Konto, Bella Block, Polizeiruf 110, Zeit der Rache und Donna Leon
- 2014: Grimme-Preis für Zeit der Helden (stellvertretend für das Darsteller-Ensemble)